# روبي كير
روبي كير (بالإنجليزية: Robbie Kerr)‏ (16 يونيو 1961 في أستراليا - ) هو لاعب كريكت أسترالي. شارك مع منتخب أستراليا الوطني للكريكت. أما مع النوادي، فقد لعب مع فريق كوينسلاند للكريكت ‏.

## وصلات خارجية
- روبي كير على موقع إي آس بي آن كريك إنفو (الإنجليزية)